# 2024–2025-ös UEFA Nemzetek Ligája (egyenes kieséses szakasz)
A 2024–2025-ös UEFA Nemzetek Ligájának egyenes kieséses szakaszát 2025. június 4. és 8. között játszották. Az egyenes kieséses szakaszban a Nemzetek Ligája A ligájának negyeddöntőinek győztesei vettek részt. A tornát Portugália nyerte.

## Lebonyolítás
Az egyenes kieséses szakaszban az A liga negyeddöntőinek győztesei vettek részt. Az egyenes kieséses szakasz 4 mérkőzésből állt: két elődöntő, a bronzmérkőzés és a döntő. A továbbjutásról, illetve a helyosztókon a győztesekről egy-egy mérkőzés döntött. Az elődöntők párosításait kiemelés nélkül sorsolták.
Az egyenes kieséses szakaszban ha a rendes játékidő után döntetlen az állás:
- Az elődöntőben és a döntőben 30 perc hosszabbítást játszanak és további egy cserelehetőség van. Ha ezután is döntetlen az eredmény, akkor büntetőpárbaj következik.
- A bronzmérkőzésen nincs hosszabbítás, döntetlen esetén a győztesről büntetőpárbaj dönt.

## Résztvevők
A Nemzetek Ligája A liga negyeddöntőinek győztesei:
| Csapat                |
| --------------------- |
| Spanyolország         |
| Franciaország         |
| Portugália            |
| Németország (rendező) |

## Ágrajz
|  |                       |               |               |                     |       |            |            |       |
|  | Elődöntők             | Elődöntők     | Elődöntők     |                     |       | Döntő      | Döntő      | Döntő |
|  | Elődöntők             | Elődöntők     | Elődöntők     |                     |       | Döntő      | Döntő      | Döntő |
|  | június 4. – München   |               |               |                     |       |            |            |       |
|  |                       |               |               |                     |       |            |            |       |
|  | Németország           | Németország   | 1             |                     |       |            |            |       |
|  | Németország           | Németország   | 1             | június 8. – München |       |            |            |       |
|  | Portugália            | Portugália    | 2             |                     |       |            |            |       |
|  | Portugália            | Portugália    | 2             |                     |       | Portugália | Portugália | 2 (5) |
|  | június 5. – Stuttgart |               |               |                     |       | Portugália | Portugália | 2 (5) |
|  |                       |               | Spanyolország | Spanyolország       | 2 (3) |            |            |       |
|  | Spanyolország         | Spanyolország | Spanyolország | Spanyolország       | 2 (3) | 5          |            |       |
|  | Spanyolország         | Spanyolország |               |                     |       |            |            |       |
|  | Franciaország         | Franciaország | 4             |                     |       |            |            |       |
|  | Franciaország         | Franciaország | 4             | Bronzmérkőzés       |       |            |            |       |
|  |                       |               |               |                     |       |            |            |       |
|  | június 8. – Stuttgart |               |               |                     |       |            |            |       |
|  |                       |               |               |                     |       |            |            |       |
|  | Németország           | Németország   | 0             |                     |       |            |            |       |
|  | Németország           | Németország   | 0             |                     |       |            |            |       |
|  | Franciaország         | Franciaország | 2             |                     |       |            |            |       |
|  | Franciaország         | Franciaország | 2             |                     |       |            |            |       |

## Elődöntők
| 2025. június 4. 21:10 |

| Németország | 1–2               | Portugália                |
| ----------- | ----------------- | ------------------------- |
| Wirtz 48'   | (0–0) Jegyzőkönyv | Conceição 63' Ronaldo 68' |

| Allianz Arena, München Nézőszám: 65 823 Játékvezető: Slavko Vinčić (szlovén) |

| 2025. június 5. 21:00 |

| Spanyolország                                              | 5–4               | Franciaország                                                        |
| ---------------------------------------------------------- | ----------------- | -------------------------------------------------------------------- |
| Williams 22' Merino 25' Yamal 54' (11-esből) 67' Pedri 55' | (2–0) Jegyzőkönyv | Mbappé 59' (11-esből) Cherki 79' Vivian 84' (öngól) Kolo Muani 90+3' |

| MHPArena, Stuttgart Nézőszám: 51 724 Játékvezető: Michael Oliver (angol) |

## Bronzmérkőzés
| 2025. június 8. 15:00 |

| Németország | 0–2               | Franciaország        |
| ----------- | ----------------- | -------------------- |
|             | (0–1) Jegyzőkönyv | Mbappé 45' Olise 84' |

| MHPArena, Stuttgart Nézőszám: 51 313 Játékvezető: Ivan Kružliak (szlovák) |

## Döntő
| 2025. június 8. 21:00 |

| Portugália                              | 2–2               | Spanyolország               |
| --------------------------------------- | ----------------- | --------------------------- |
| Mendes 26' Ronaldo 61'                  | (1–2) Jegyzőkönyv | Zubimendi 21' Oyarzabal 45' |
| Büntetőpárbaj                           |                   |                             |
| Ramos Vitinha Fernandes Mendes R. Neves | 5–3               | Merino Baena Isco Morata    |

| Allianz Arena, München Nézőszám: 65 852 Játékvezető: Sandro Schärer (svájci) |